# 海曼島
海曼島（英語：Hayman Island）是澳大利亞昆士蘭州聖靈群島中的一個島嶼，位於聖靈群島的最北端。海曼島是一個由私人所有的島嶼，但是對一般公眾開放，也是昆士蘭熱門的旅遊景點之一。海曼島的面積只有400公頃。